# Армія ППО
Армія протиповітряної оборони — оперативне об'єднання військ ППО авіації РСЧА в збройних силах СРСР під час Німецько-радянської війни, що здійснювало прикриття від ударів з повітря великих адміністративно-політичних і промислово-економічних центрів (районів) СРСР, а також угрупувань і важливих об'єктів Сухопутних військ, ВПС і Флоту.

## Історія
Створення армій ППО було викликане зростанням числа з'єднань і частин ППО, що залучалися до оборони важливих центрів (районів) СРСР, і виниклою у зв'язку з цим, необхідністю забезпечення єдиного оперативного управління і взаємодії великих угрупувань сил і засобів ППО.
Оперативні кордони армії ППО, її завдання, а також бойовий склад і засоби прикриття головних об'єктів визначалися Генеральним штабом і залежали від кількості і важливості об'єктів, що прикривалися і напрямків, від угрупування і імовірного характеру дій авіації противника.
У роки Німецько-радянської війни було сформовано сім армій ППО:
- 1-а винищувальна повітряна армія ППО;
- Бакинська армія ППО;
- Забайкальська армія ППО;
- Ленінградська армія ППО;
- Московська особлива армія ППО;
- Приамурська армія ППО;
- Приморська армія ППО.

Першою в квітні 1942 року сформована Ленінградська армія ППО. У подальшому утворені Бакинська (травень 1942), Особлива Московська (липень 1943 року) і в березні 1945 року Забайкальська, Приамурська і Приморська.

## Бойовий склад
Бойовий склад армії ППО залежав від кількості та важливості об'єктів, і напрямків, що прикривалися нею, від угрупування і імовірного характеру дій авіації противника.
Армія ППО складалася з декількох з'єднань і окремих частин родів військ ППО, спеціальних військ і тилу.
Зазвичай армія ППО включала:
- Управління (штаб);
- 1-2 винищувальних авіадивізії (або 1 винищувальний авіакорпус);
- 2-3 дивізії ППО або 5-9 окремих зенітних полків;
- 2-3 зенітних прожекторних полки;
- 1-3 полки (дивізіону) аеростатів загороджень.

Найбільш могутньою була Особлива Московська армія ППО, до складу якої входило понад 25-ти дивізій (зенітних артилерійських, зенітних кулеметних, зенітних прожекторних тощо).
Склад армій ППО за станом на 1 грудня 1944 року:
- 1-а винищувальна повітряна армія ППО:
  - 317-а вад (34-й, 488-й, 736-й вап),
  - 318-а вад (12-й гв., 11-й, 28-й, 502-й, 564-й, 565-й вап),
  - 319-а вад (16-й, 67-й, 177-й, 178-й, 309-й, 429-й вап).
- Бакинська армія ППО:
  - 8-й вак ППО (82-й, 480-й, 481-й, 922-й, 962-й вап)